# Natalia Rogatcheva
Natalia Rogatcheva (en russe : Наталья Рогачева) est une ancienne joueuse de volley-ball russe née le 30 décembre 1982. Elle mesure 1,88 m et jouait au poste de centrale. 

## Clubs
| Club                 | De        | À         |
| -------------------- | --------- | --------- |
| VK Magia Lipetsk     | 1998-1999 | 1999-2000 |
| Indesit Lipetsk      | 2000-2001 | 2005-2006 |
| Universitet Belgorod | 2006-2007 | 2009-2010 |
| Dinamo Krasnodar     | 2010-2011 | 2010-2011 |
| Fakel Novy Ourengoï  | 2011-2012 | 2013-2014 |

## Palmarès
- Coupe de Russie
  - Vainqueur : 2008.